# 卢阿普拉省
卢阿普拉省（英文：Luapula Province）是赞比亚9省之一，首府曼萨。人口991,927（2010年）。

## 行政区划
全省共分7个县：
- 奇恩吉县（Chiengi District）
- 卡万布瓦县（Kawambwa District）
- 曼萨县（Mansa District）
- 米伦戈县（Milenge District）
- 姆温塞县（Mwense District）
- 恩切伦戈县（Nchelenge District）
- 萨姆菲亚县（Samfya District）

11°S 29°E / 11°S 29°E